# FC 105 Libreville
FC 105 Libreville – gaboński klub piłkarski mający siedzibę w stolicy kraju - Libreville. Drużyna swoje mecze rozgrywa na Stade Omar Bongo.

## Sukcesy
- Mistrzostwo Gabonu: 11 razy

1978, 1982, 1983, 1985, 1986, 1987, 1997, 1998, 1999, 2001, 2007
- Puchar Gabonu: 5 razy

1984, 1986, 1996, 2004, 2009
- Superpuchar Gabonu: 1 raz

2007

## Obecny skład
Aktualny na 2007 r.
| Nr | Poz. | Piłkarz             |
| -- | ---- | ------------------- |
|    | BR   | Michel Souamas      |
|    | BR   | Boris Nguéma Békalé |
|    | OB   | Abdoul-Gafar Mamah  |
|    | OB   | Cyril Avebe         |
|    | OB   | Cyril Ndong Ndong   |
|    | OB   | Rogrigue Moundounga |
|    | OB   | Stephen Oyoungou    |
|    | OB   | Fred Manfoumbi      |
|    | OB   | Moise Brou Akou     |
|    | PO   | Pitchou Kota        |

| Nr | Poz. | Piłkarz             |
| -- | ---- | ------------------- |
|    | PO   | Juste Otomo         |
|    | PO   | Yannick Mendame     |
|    | PO   | Brice Nkwele        |
|    | PO   | Rock Mboussi        |
|    | NA   | Ulrich Boutamba     |
|    | NA   | Marcellin Tamboulas |
|    | NA   | Etienne Bito'o      |
|    | NA   | Bertrand Bouity     |
|    | NA   | Stéphane Ella Ndong |
|    | NA   | Joseph Gnamalessue  |

## Reprezentanci krajów w barwach klubu
- Marcelin Tamboulas
- Henry Antchouet
- Etienne Bito'o
- Théodore Nzue Nguema
- Guy Tchingoma
- Abdoul-Gafar Mamah